# Beckie Scottová
Rebecca "Beckie" Scott, přechýleně Scottová (* 1. srpna 1974), je bývalá kanadská běžkyně na lyžích. Je olympijskou vítězkou z roku 2002. Ještě jako aktivní sportovkyně byla zvolena členkou Komise sportovců Mezinárodního olympijského výboru. Aktivně se také podílela na organizaci Zimních olympijských her 2010 na domácí kanadské půdě ve Vancouveru.

## Sportovní kariéra
Do Světového poháru vstoupila v roce 1994. O čtyři roky později poprvé startovala na olympijských hrách - v Naganu skončila nejlépe 45. O čtyři roky později v Salt Lake City skončila v kombinovaném závodě na 2x5 km původně třetí, když těsně o 0,1 sekundy porazila Kateřinu Neumannovou. Později ale byly pro pozitivní dopingové nálezy darbepoetinu diskvalifikovány původně zlaté a stříbrné Rusky Olga Danilovová a Larisa Lazutinová a Scottová se posunula na první místo. Zlatou medaili přebrala až o téměř dva a půl roku později.
Dalších úspěchů dosáhla v letech 2005 a 2006, kdy dvakrát vyhrála závod světového poháru a v celkové klasifikaci skončila druhá. Na olympiádě v Turíně 2006 také skončila druhá s krajankou Sarou Rennerovou ve sprintu dvojic a čtvrtá v individuálním sprintu.
Na konci sezóny 2005/2006 ohlásila konec aktivní kariéry. Je nejúspěšnější kanadskou běžkyní na lyžích v historii.